# East River
East River er ikke en flod, men et smalt stræde, som adskiller fastlandsdelen af New York City (Bronx) og Manhattan fra Long Island (med Brooklyn og Queens). I alt otte broer og tretten tunneller krydser East River, bl.a. den berømte Brooklyn Bridge fra 1883.